# Gabriela Preda
Gabriela Preda (n. Mihalschi, pe 22 iulie 1987, în Tîrgu Neamț) este o fostă handbalistă din România și componentă echipei naționale a României.
Mihalschi a început să joace handbal la CSȘ Târgu-Neamț, echipă pentru care, până în 2006, a înscris 43 de goluri. Ea a semnat apoi un contract pe patru ani cu clubul HCM Baia Mare, valabil începând de la 1 iulie 2006. Gabriela Mihalschi a evoluat la clubul băimărean până în sezonul competițional 2009-2010. În octombrie 2009, ea s-a transferat la SCM Craiova, echipă pentru care a evoluat două sezoane.
Începând din sezonul competițional 2011-2012, Mihalschi a jucat la CSM București, club pentru care a semnat în vara anului 2011. În vara anului 2013, ea s-a transferat la HCM Roman. La sfârșitul sezonului 2014-2015, Mihalschi a semnat cu HCM Baia Mare. Cu formația băimăreană, Gabriela Preda va câștiga Supercupa României 2015 și va ajunge în sferturile Ligii Campionilor 2015-2016. După dispariția echipei HCM Baia Mare, în vara anului 2016, Preda s-a transferat la CSM Bistrița, pentru care a evoluat un sezon. Din vara anului 2019, Gabriela Preda a revenit pe terenul de joc, evoluând pentru CS Rapid București. În 2020 Gabriela Preda și-a anunțat retragerea din activitate.

## Palmares
- Liga Campionilor:
  - Sfertfinalistă: 2016

- Cupa Cupelor:
  - Optimi: 2015

- Cupa EHF:
  - Optimi: 2009, 2012
  - Turul 4: 2010
  - Turul 3: 2008

- Liga Națională:
  -  Medalie de argint: 2016

- Cupa României:
  -  Finalistă: 2014
  -  Medalie de bronz: 2016, 2017
  - Semifinalistă: 2007

- Supercupa României:
  -  Câștigătoare: 2015